# Guy St. Louis
Nzingha Guy St. Louis (* 31. Juli 1957 in West-Berlin) ist eine afrodeutsche Autorin, Performance-Künstlerin und Aktivistin.

## Leben und Werk
Mitte der 1980er Jahre zählte St. Louis zum Freundeskreis von Audre Lorde, außerdem war sie wahrscheinlich beim Forum für schwarze Frauen ADEFRA aktiv. Sie nutzte Sprache als Medium der Emanzipation. Als Performance-Poetin trat sie mit rassismuskritischen und erotischen Texten auf der Bühne auf. Hierbei stellte sie das Frauenbild ihrer Zeit in Frage und ihre Texte provozierten durch BDSM-Inhalte und Gewaltfantasie, die als Machtverhandlungen gelesen werden können. Die Inhalte einiger Gedichte legen nahe, dass sie in dieser Zeit in einem Pflegeberuf gearbeitet hat. Neben der Poesie war sie auch in anderen künstlerischen Bereichen, wie Fotografie, Installation, Malerei, Bildhauerei und Schmiedearbeiten, tätig.
In ihrem Hauptwerk Gedichte einer schönen Frau reflektiert St. Louis ihre eigene Identität, diesen Lyrikband veröffentlichte sie als Guy St. Louis. Sie stellt darin das lesbische Leben im Berlin der frühen 1980er Jahre dar. Neben ihrer Homosexualität thematisiert sie zudem ihr Schwarzsein in einer weißen Gesellschaft. Der Gedichtband enthält 54 Gedichte, wovon fünf in englischer Sprache verfasst wurden. Zu den genutzten Stilmitteln zählen eine fehlende Groß- und Kleinschreibung, ein freies Versmaß, zahlreiche Alliterationen, Enjambements und die Nutzung von Vulgär- und Umgangssprache. Gudula Lorez gilt durch dieses Werk als erste Verlegerin, die mit Guy St. Louis eine afrodeutsche Autorin veröffentlichte.
St. Louis besuchte den Berliner Kulturort Pelze Multimedia. Dort hatte sie beispielsweise 1988 eine gemeinsame Performance mit Mahide Lein. Lein wiederholte immer wieder den Satz „Help me please, help me please, I’m dying, I killed myself“ („Bitte hilf mir, bitte hilf mir, ich sterbe, ich tötete mich selbst“), während St. Louis dem Publikum Pralinen von einem goldenen Tablett anbot, die jedoch Schweineaugen waren.
Ihr Gedicht Pennerrequiem für einen Wald wurde im Buch Wie Rassismus aus Wörtern spricht. (K)erben des Kolonialismus im Wissensarchiv deutsche Sprache abgedruckt, das 2011 von Susan Arndt und Nadja Ofuatey-Alazard herausgegeben wurde.
St. Louis hat sich aus der Kunst-Szene in ein nicht-öffentliches Leben zurückgezogen.

## Veröffentlichung
- Guy St. Louis: Gedichte einer schönen Frau. Verlag Gudula Lorez, Berlin 1983, ISBN 978-3-922391-06-7.